# Balvinder Sidhu

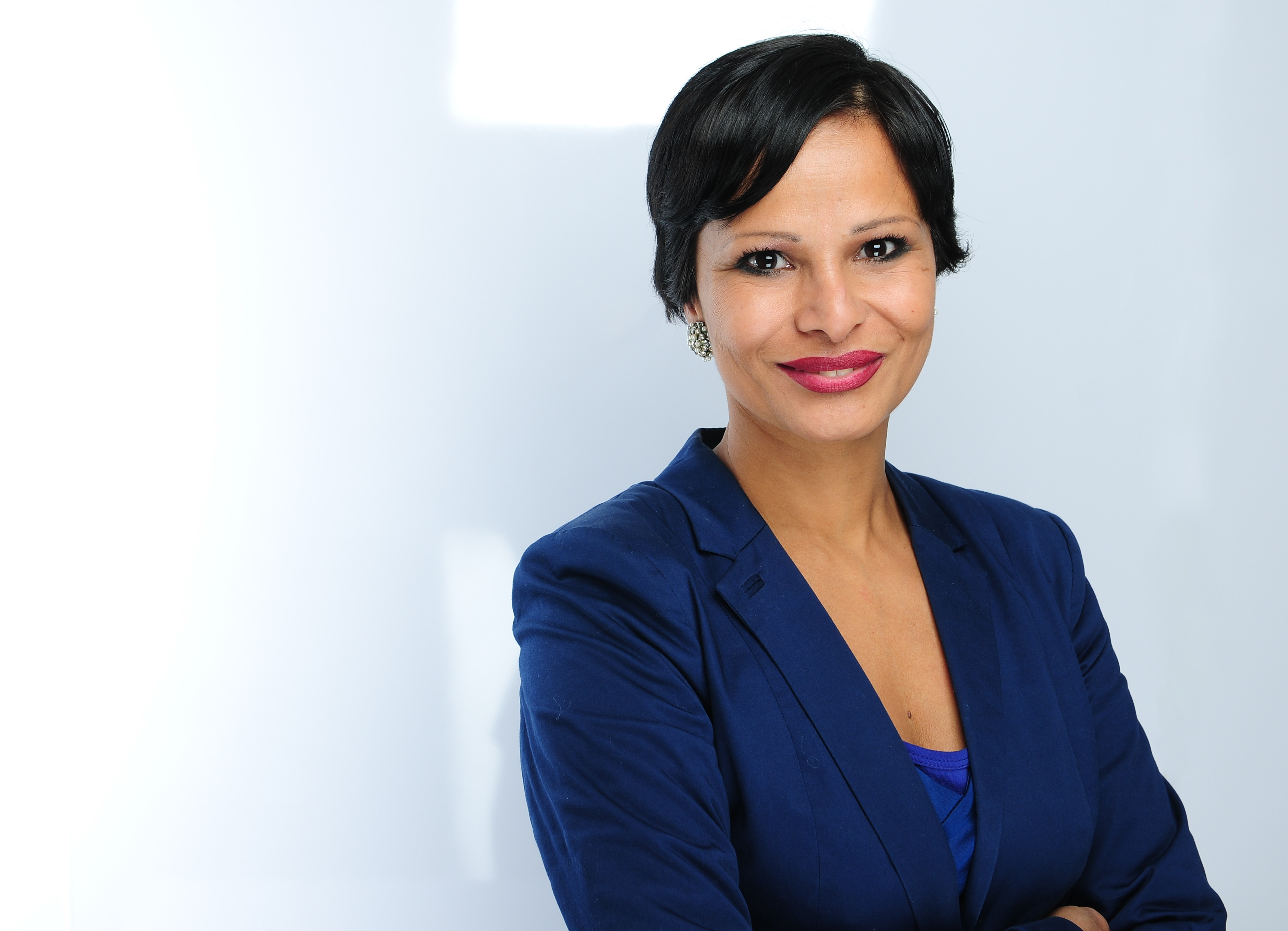
Balvinder Sidhu (2014)

Balvinder Sidhu (* 1967) ist eine indischstämmige Ayurveda-Expertin und Autorin.

## Leben
Sidhu wurde im Norden Indiens geboren und kam im Alter von 12 Jahren mit ihrer Familie nach Deutschland. Sie stammt aus einer Sikh-Familie, die mit der ayurvedischen Heilkunde schon seit Generationen verwurzelt ist. Vor rund 30 Jahren gründet Sidhu in Augsburg das Ayurveda-Studio Kaya Veda mit dem Ziel, das jahrtausendealte, ganzheitliche Wissen der hinduistischen Gelehrten mit den Bedürfnissen der westlichen Gesellschaft zu verbinden. Dazu entwickelte sie zusammen mit ihrem Team die Kaya Veda Methode, die Basis für individuelle, ayurvedische Lösungen in den Bereichen Haarausfall, Hautprobleme, Burnout-Prävention, Anti-Aging und Entschlackung/Detox.
2005 erschien Balvinder Sidhus erstes Buch Haarausfall – Ayurvedische Ansichten und Lösungsansätze. In ihren Büchern gibt Balvinder Sidhu Lesern lebensnahe ayurvedische Lösungen für typische „westliche“ Probleme an die Hand. Am 14. Januar 2019 erschien ihr aktuelles Buch Ayurveda Detox im Mankau Verlag.

## Werke
- Haarausfall – Ayurvedische Ansichten und Lösungsansätze. München, Erd Verlag, 2005. ISBN 3-8138-1060-7.
- Haarausfall natürlich lösen: Volles und gesundes Haar mit Mentaltraining und Ayurveda (CD). Augsburg, Marc Anton GmbH, 2009. ISBN 978-3-9813025-0-9.
- Das Ayurveda Glücksbuch – In 6 Stufen zum Herzensziel. München, Südwest Verlag (Verlagsgruppe Random House GmbH), 2011. ISBN 978-3-517-08736-8.
- Energiequelle Ayurveda – Indisches Heilwissen bei Erschöpfung, Stress und Burnout. Murnau a. Staffelsee, Mankau Verlag GmbH, 2015. ISBN 978-3-86374-205-8
- Ayurveda Detox: Ganzheitlich entgiften und entschlacken – Ayurvedische Darmpflege – Tipps für jeden Typ und jeden Tag. Murnau a. Staffelsee, Mankau Verlag GmbH, 2019. ISBN 978-3-86374-499-1.